# Chiesa di San Giacomo (Castelfranco Veneto)
La chiesa di San Giacomo è un luogo di culto cattolico situato a Castelfranco Veneto, in provincia e diocesi di Treviso, ed è dedicata all'Apostolo Giacomo il Maggiore.

## Storia

### Le origini (1217-1420)
La storia della chiesa è intrinsecamente connessa con quella dell'antico Ospedale (una sorta di ostello) dedicato anch'esso a S. Giacomo. La chiesa fu infatti edificata per garantire l'efficace espletamento delle esigenze spirituali dell'Ospedale, almeno nei suoi primi secoli di vita. L'istituzione dell'Ospedale, di poco successiva alla fondazione del castello di Castelfranco, risale al 23 marzo 1217, data in cui Giovanni Misio da Riese Pio X ottenne il permesso di edificare l'hospitale dal Comune di Treviso. È probabile che Misio costruì nelle immediate prossimità dell'Ospedale una chiesa in onore di San Giacomo. Delle fattezze di questa prima fondazione sappiamo poco. Si trattava quasi sicuramente di una chiesa-cappella molto sobria le cui due qualità caratterizzanti erano il suo unico altare e le sue modeste dimensioni. Si ha inoltre notizia che, verso la fine del '200, dei terreni erano stati alienati da una serie di feudatari castellani, i quali avevano ricevuto in cambio delle nuove proprietà per garantire l'erezione della nuova chiesa.

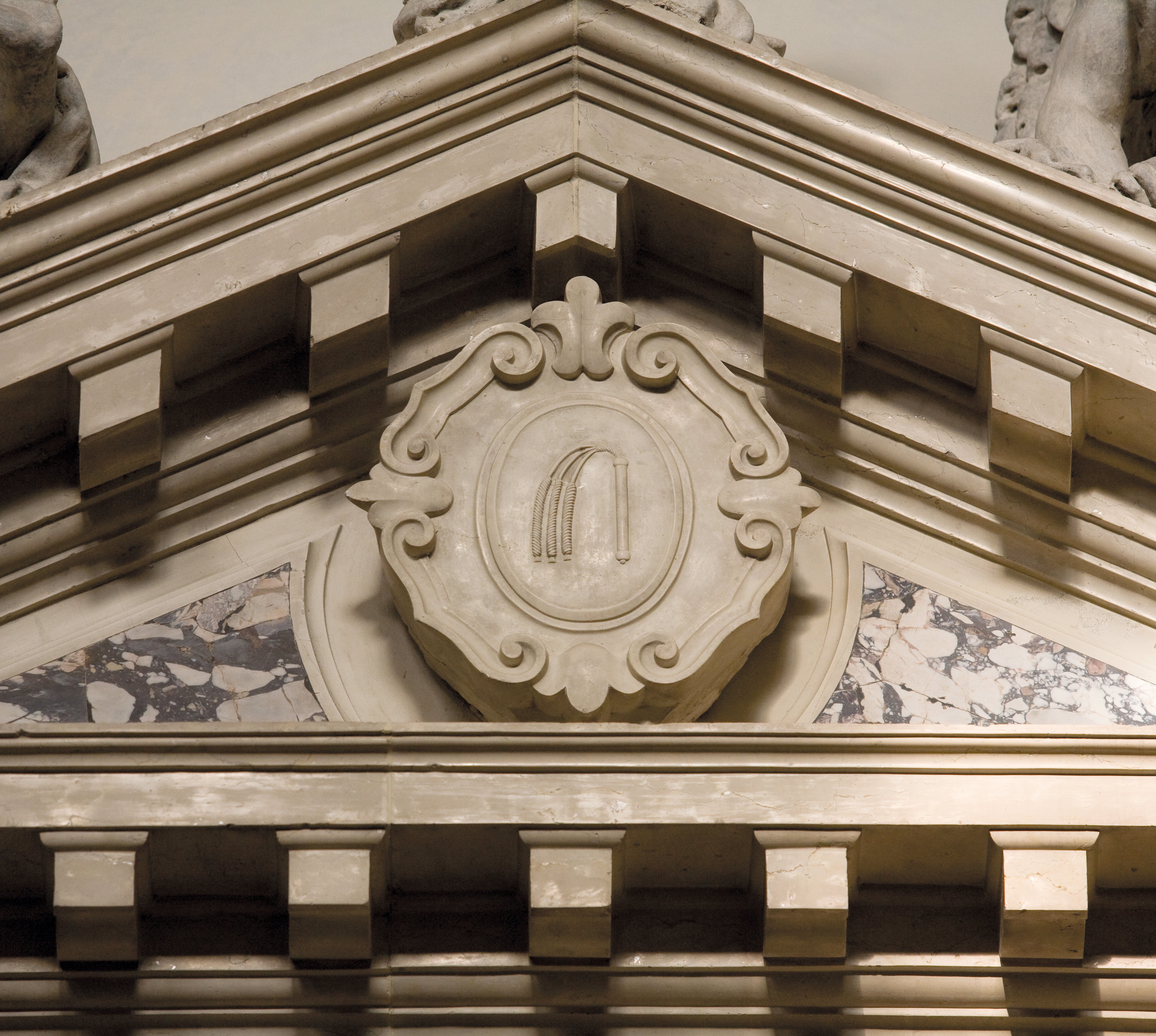
Dettaglio raffigurante il flagello, stemma della Confraternita dei Battuti. Altare di S. Lorenzo.

Stando alla versione di Nadal Melchiori, l'arrivo a Castelfranco dei Battuti fu un effetto della volontà di papa Gregorio IX di placare gli animi delle celeberrime fazioni trevigiane dei Guelfi e dei Ghibellini. Strumento della missione del 1233 sarebbe stato Fra Giovanni Schledo, la cui predicazione avrebbe favorito la comparsa di Fraglie e di Compagnie di devozione maturate poi nelle Confraternite dei Battuti. Secondo la ricostruzione dello storico Emilio Beraldo il momento dell'ingresso in scena dei nuovi protagonisti andrebbe invece spostato di circa un secolo. Tenendo conto che le Confraternite dei Battuti della Marca Trevigiana si costituirono tutte nel primo quarto del XIV secolo e che la Confraternita castellana emanò delle normative statutarie riguardanti la propria organizzazione interna nel 1340, è improbabile che solo questa fosse l'unica associazione sviluppatasi prematuramente nel Trevigiano. Possiamo quindi dire che fu attorno al 1340 che San Giacomo, inizialmente ad uso dell'Ospedale, venne acquisita dalla Confraternita dei Battuti di S. Giacomo. Le stesse procedure assembleari di approvazione degli statuti fondativi e alcune aggiunte normative prodotte nel 1559 ebbero luogo in S. Giacomo. Fu coi Battuti che per la prima volta furono delineate con precisione le coordinate topografiche dell'Ospedale e dell'annessa chiesa: appaiono situati nella «Bastia vecchia di Castelfranco», come oggigiorno.

### I secoli centrali (1420-1732)
Attorno al 1390 si insediarono a Castelfranco i Servi di Maria, una comunità conventuale. I nuovi arrivati si impegnarono a sostenere i compiti di assistenza che i Battuti svolgevano nei confronti degli «infermi ricoverati nel pio hospitale» e ottennero la facoltà di officiare nella chiesa contigua di S. Giacomo. L'ascesa dei Servi di Maria nella castellana fu piuttosto rapida. Nel 1397 vi fu infatti una cospicua donazione in favore di frate Agostino, appellato gastaldo della chiesa e della scuola di S. Giacomo dell'Ospedale di Castelfranco. Agostino era probabilmente il priore dei Servi di Maria e il ricorso, da parte del notaio, ad un termine così magniloquente, potrebbe essere un primo indizio della crescente influenza della giovane Comunità religiosa sul complesso dedicato all'Apostolo. Se nei primissimi anni la sede dei Servi fu verosimilmente posticcia e di proprietà dell'Ospedale, già il 22 aprile del 1420 i cives di Castelfranco fornirono ai Serviti un nuovo e proprio convento, costruito dai castellani stessi nel 1402. Appena tre giorni dopo i Serviti ottennero dal Vescovo di Treviso la piena proprietà della chiesa-cappella. Le prerogative sulla chiesa erano molto generose: erano stati concessi tutti i diritti sia in materia temporale che religiosa. Nei decenni successivi i rapporti di vicinato con i Battuti si fecero più complicati, tanto da sfociare in una lunga contesa di natura fondiaria tra i Battuti dell'Ospedale e i Serviti, iniziata nel 1474 e conclusasi nel 1530 con la rinuncia dei Serviti alle loro pretese. Nel 1560 i rapporti di forza in parte mutarono. Venne infatti sottoscritto un accordo tra i rappresentanti delle parti e si stabilirono una serie di obblighi e di favori in ambito liturgico che i Servi di Maria avrebbero di lì in poi dovuto prestare all'Ospedale. 

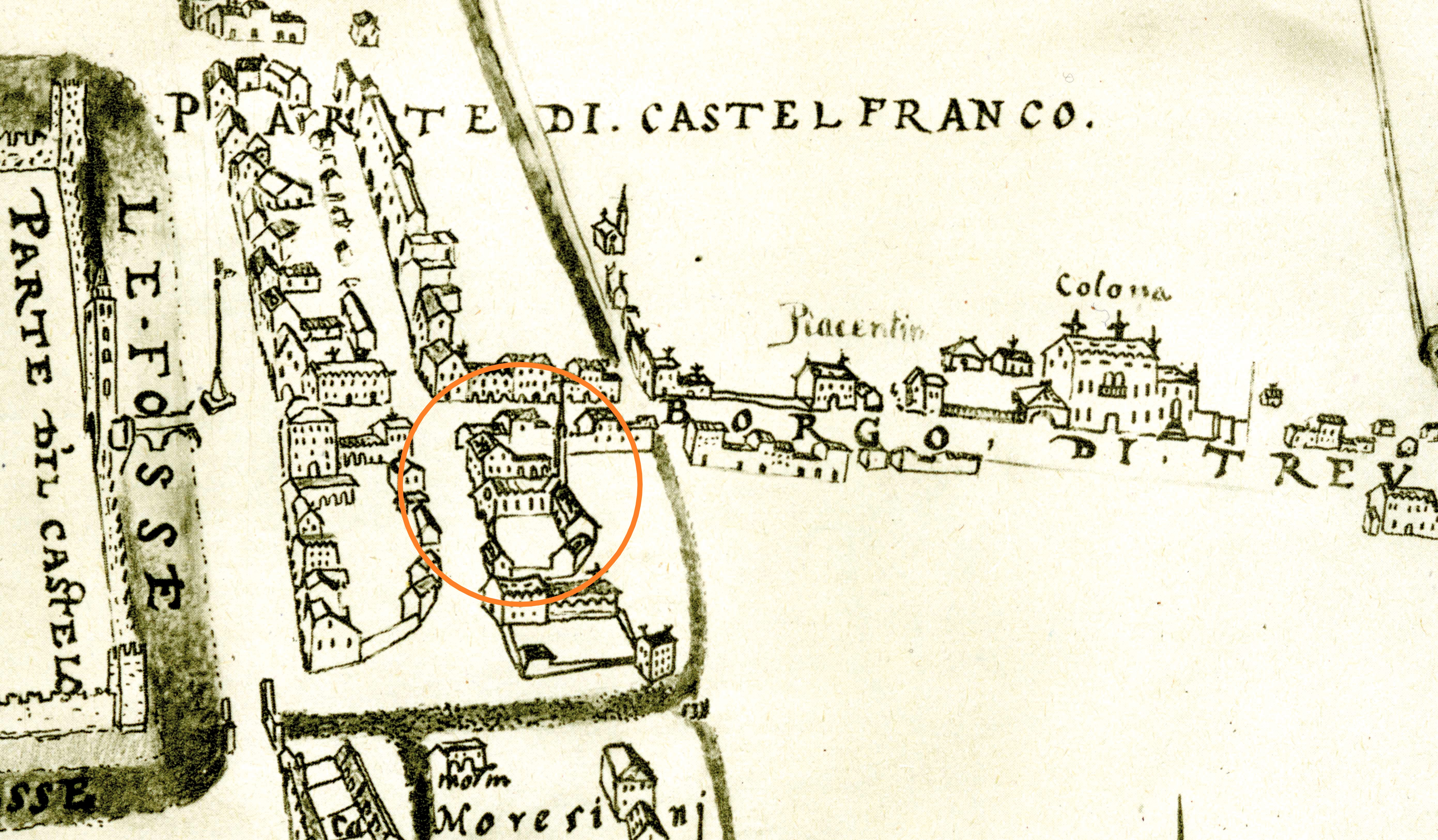
Particolare della mappa di Castelfranco del 1571 ad opera di Federico Beltramin. In evidenza è posto il complesso dedicato a S. Giacomo, ben visibili appaiono la chiesa e il convento.

S. Giacomo diventò sempre più un importante centro di devozione per tutta Castelfranco. Si costituirono, attorno a S. Giacomo, una serie di devote associazioni, tra il 1468 e il 1608, come la Scuola del Terz'Ordine dell'Abito di Maria Vergine, la Società del Santissimo Rosario e la Compagnia della Cintura. I Serviti apportarono una serie di interventi, principalmente edilizi, che permisero alla chiesa di passare dall'essere un'umile cappella con un solo altare ad essere dotata di più cappelle e adornata di colonne marmoree e di opere pittoriche.
Da inizio XVI secolo Castelfranco fu teatro di importanti politiche e interventi "civico-pastorali" volti a favorire il radicarsi di consuetudini devozionali per rinnovare la sensibilità religiosa della comunità civile. Espressione di questa direttrice programmatica delle autorità cittadine, in serrata sinergia con gli istituti conventuali e parrocchiali, fu ad esempio l'edificazione concitata – in pochi decenni – di ben tre nuovi conventi, rispettivamente per i Cappuccini, le Clarisse e i Francescani Riformati. Segnale forte fu pure la premura per il rinnovamento del panorama edilizio cultuale che occupò buona parte dell'età moderna della città e una serie di rimborsi e di favori indirizzati a molti enti religiosi della castellana. Nella fattispecie, la chiesa di S. Giacomo fu scelta, a partire dal 1573, come sede della Pubblica Orazione delle 40 ore che si teneva durante la Quaresima. Da allora verranno nominati a cadenza annuale dei deputati alla Pia Opera delle 40 ore. Costoro venivano eletti tra i membri laici del Consiglio cittadino dei 24 affinché garantissero l'efficace espletamento di una serie di preghiere, cerimonie e messe, intervenendo molto concretamente occupandosi del rifornimento degli oli, dei ceri e dei paramenti necessari alla chiesa dei Serviti. Come afferma un documento dell'epoca, erano anni di aspre tensioni con l'Impero Ottomano, – basti pensare, a tal proposito, alla battaglia di Lepanto (1571) o alla contemporanea Guerra di Cipro – per questo era necessario più che mai pregare uniti per la misericordia e la clemenza di Dio. La popolarità di San Giacomo crebbe. A inizio XVIII secolo la chiesa era frequentata dai membri delle più facoltose famiglie castellane, nobili e popolani. I credenti offrivano elemosine alla chiesa e proseguì la fortunata pratica, avviatasi a fine del XV secolo e conclusasi nel 1732 con l'erezione dell'attuale S. Giacomo, di ambire a godere di sepoltura ipogea, appunto, nel suolo della chiesa.

### La chiesa nuova
I Serviti e l'Ospedale, nei primi decenni XVIII secolo, erano preoccupati per le condizioni della chiesa e del convento che lamentavano essere in stato di rovina. Fu così che il 6 giugno del 1728 le autorità dell'Ospedale fecero pervenire un'istanza formale al podestà di Castelfranco, intercedendo per i vicini Serviti. I portavoce misero in luce che le forze dei conventuali non erano sufficienti per sostenere un simile sforzo economico e che, dopo anni di rattoppi, il tempo aveva reso inevitabile un intervento strutturale. Fortunatamente la richiesta fu accolta dalle autorità cittadine, le quali avevano già deciso di stanziare fondi pubblici per la chiesa due anni prima. I lavori iniziarono nello stesso 1728. Il cantiere rimase aperto per quattro anni, si iniziò dalla ricostruzione della navata, si proseguì con il tetto e la pavimentazione, infine il coro e le decorazioni interne. Vista l'angustia della Bastia e l'ampliamento del volume urbano occupato dalla nuova chiesa, che evidentemente aveva sottratto spazio alla loro precedente sede, i Serviti si videro costretti ad acquistare del terreno attorno a S. Giacomo per edificare un nuovo convento, tutt'oggi visibile.

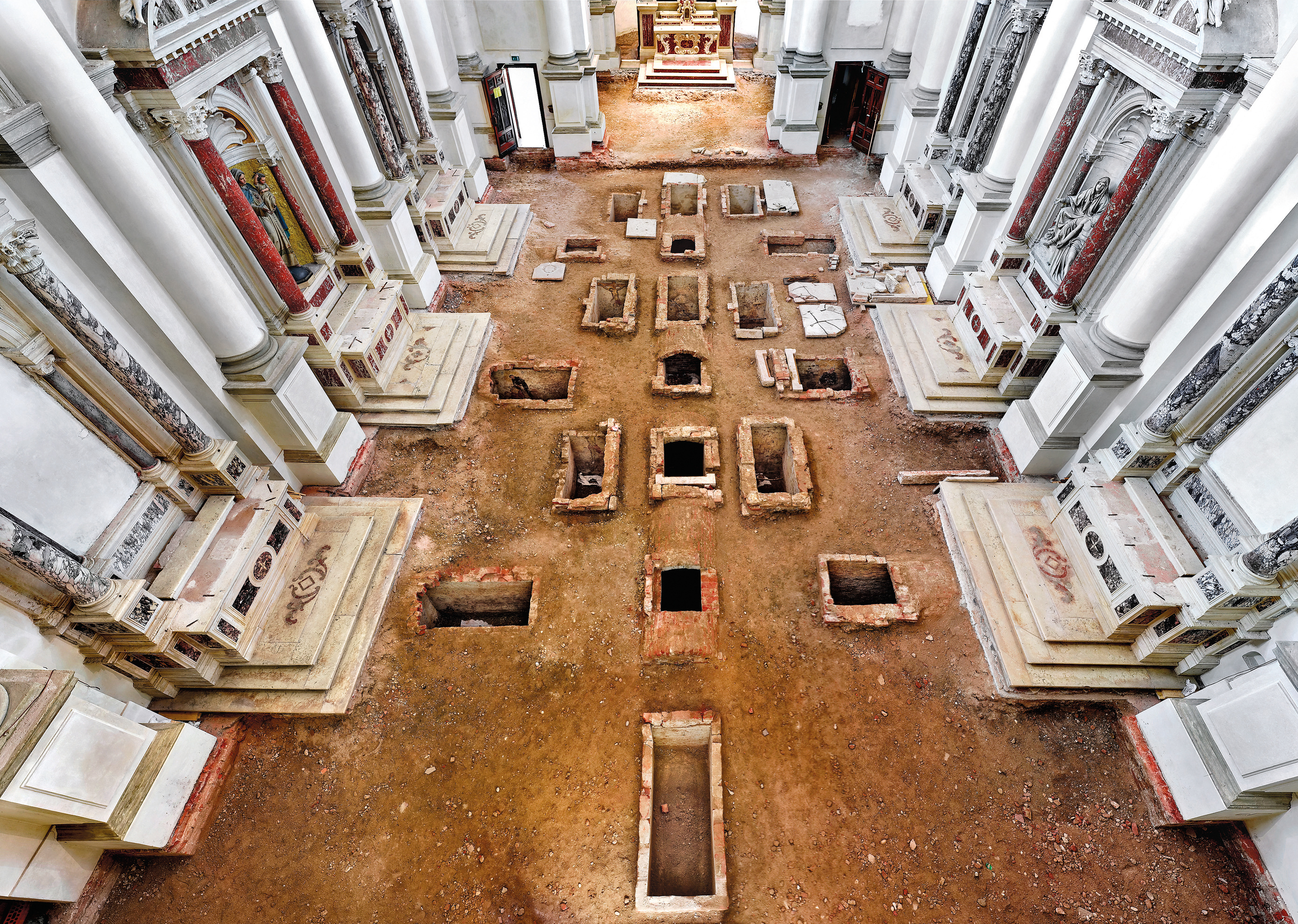
Panoramica dei 19 sepolcri rinvenuti sotto la pavimentazione di S. Giacomo. I loculi erano riservati ai benemeriti della chiesa.

L'attribuzione della paternità del progetto della S. Giacomo settecentesca è, in seguito al silenzio delle fonti contemporanee alla seconda fondazione, incerta. Tuttavia, la critica, in particolare gli storici dell'architettura, sono concordi nel riconoscere nella figura del grande architetto veneziano Giorgio Massari il responsabile del disegno. Qualche indizio non troppo lontano dai fatti perviene dall'architetto castellano Francesco Maria Preti, autore coevo della chiesa "di dentro" di S. Liberale (1723-1746) e di altre importanti opere architettoniche castellane. Il Preti, in un suo scritto, individuava proprio nel collega Massari il «disegnatore» degli altari nella chiesa dei Padri Serviti. Tra l'altro, in questo passo, gli altari di S. Giacomo erano presi come esempio di uno stile a lui inviso. Questo giudizio negativo provoca un'interessante riflessione: gli stilemi del (probabile) Massari sono un unicum, un'eccezione in una città dominata dal gusto pretiano. Quasi un secolo più tardi, Lorenzo Crico, nel 1822, sarà il primo ad attribuire per intero la paternità di S. Giacomo al Massari e non solo ad alcuni suoi elementi. Nel 1833 saranno invece gli stessi dirigenti del Comune e dell'Ospedale a confermare ufficialmente e senza dubbi che il responsabile del disegno era costui.
La http://www.archiviodistatovenezia.it/siasve/cgi-bin/pagina.pl?Tipo=ente&Chiave=322 perseguita dalla Repubblica di Venezia nella seconda metà del XVIII secolo, con fini precipuamente fiscali, ebbe forti conseguenze anche a Castelfranco. Il convento dei Servi di Maria, il 1 ottobre del 1772, dopo floridi secoli di permanenza nella castellana, venne soppresso e in appena quattro giorni i padri non ebbero altra alternativa se non abbandonare la città. Iniziarono così una serie di rapidi assestamenti in merito alla titolarità delle proprietà un tempo dei Serviti. Nel 1780 il convento venne conferito, su deliberazione del Senato veneziano, alla comunità castellana e all'Ospedale per essere a breve convertito dagli stessi in scuole pubbliche. La chiesa, dapprima e solo temporaneamente, fu assegnata al vescovo di Treviso. Infatti, lo stesso vescovo, monsignor Giustiniani, cedette alle suppliche dei castellani che chiedevano a gran voce di tornare in possesso della loro chiesa. Il 7 maggio 1785 venne restituita alla comunità di Castelfranco e il vescovo insignì del diritto parrocchiale su S. Giacomo la parrocchia della Pieve. Il dipanarsi del XIX secolo attorno a S. Giacomo fu caratterizzato da accesi scontri sull'utilizzo pratico della chiesa tra i due nuovi protagonisti. Da una parte il Comune la reclamava come Chiesa del Collegio, dall'altra il pievano insisteva sul suo pieno diritto di celebrare le proprie funzioni. Solo la convenzione stipulata tra le parti nel 1822 distenderà in parte i rapporti.

### Il '900

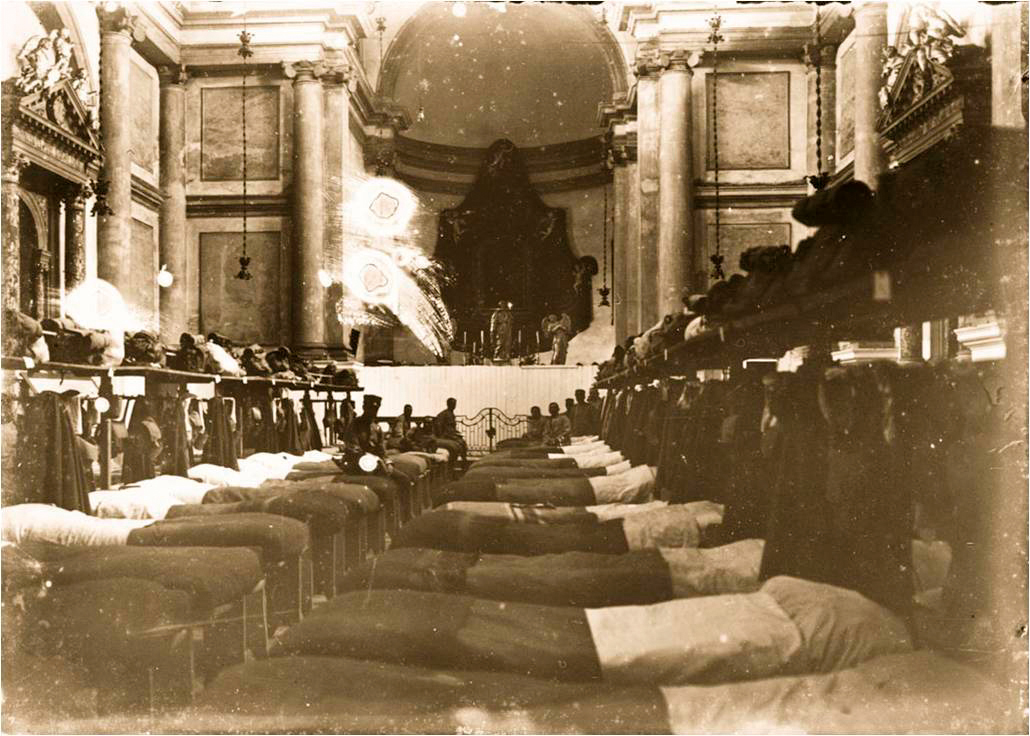
Foto del 1917-1918 di Giuseppe Leonardi che testimonia la conversione di S. Giacomo in dormitorio per i soldati in seguito alla ritirata di Caporetto.

Anche Castelfranco e, nel suo piccolo, San Giacomo furono travolte dalla disfatta di Caporetto, avvenuta il 24 ottobre 1917, e dalla conseguente ritirata. A tal proposito queste righe, tratte dal diario del castellano Dino Scarabellotto, sono eloquenti:
«(...) la nostra cittadina era invasa e attraversata da un via vai di soldati e di reparti sbandati. Molti fra quelli bivaccavano e dormivano sotto i portici. La nostra piazza era gremita di automezzi militari e carrette di masserizie con le famiglie dei fuggiaschi delle province invase che riuscirono a passare in tempo il Piave. Tutti i locali, magazzini e stalli liberi erano stati occupati; perfino S. Giacomo era stata provvisoriamente adibita a magazzino; vi avevano scaricato aeroplani smontati, motori, ali, eliche e carlinghe che vi erano accatastati».
Anche il giovane compaesano Giuseppe Leonardi commentò con amare parole quei drammatici momenti testimoniando che S. Giacomo era stata «requisita dai militari per installarvi un deposito di materiali vari e una camerata». A dormitorio venne anche convertito d'urgenza l'adiacente ex convento dei Serviti. Neppure lo sgombero del suolo sacro temporaneamente occupato e i primi decenni dalla riconversione in chiesa nel pieno delle sue funzioni ordinarie, furono felici. Il patrimonio culturale dovette infatti subire dei danni non ben quantificabili, in particolare i sepolcri ipogei.

## Gli interni

### Opere d'arte
- Pietro Damini (1592-1631), Madonna con Bambino e S. Giacomo Apostolo e S. Agostino, olio su tela, altare maggiore.
- Giacomo Cassetti (1682-1757), Angeli, marmo a due colori, altare maggiore.
- Egidio Dall'Oglio (1705-1784), S. Lorenzo martire e le Sante Agata, Lucia e Apollonia, olio su tela.
- Nadal Melchiori (1671-1735), Miracolo del Crocifisso per intercessione di S. Pellegrino Laziosi, olio su tela.
- Pietro dalla Vecchia (1602/1603-1678), S. Antonio e i Santi Caterina d'Alessandria e Andrea, olio su tela.
- Antonio Bianchi (1812-1898), Deposizione, gesso forte.

La chiesa e le opere in essa contenute hanno goduto di un meticoloso restauro iniziato nel 2004 e conclusosi, dopo delle interruzioni, nel 2010.

### La necropoli

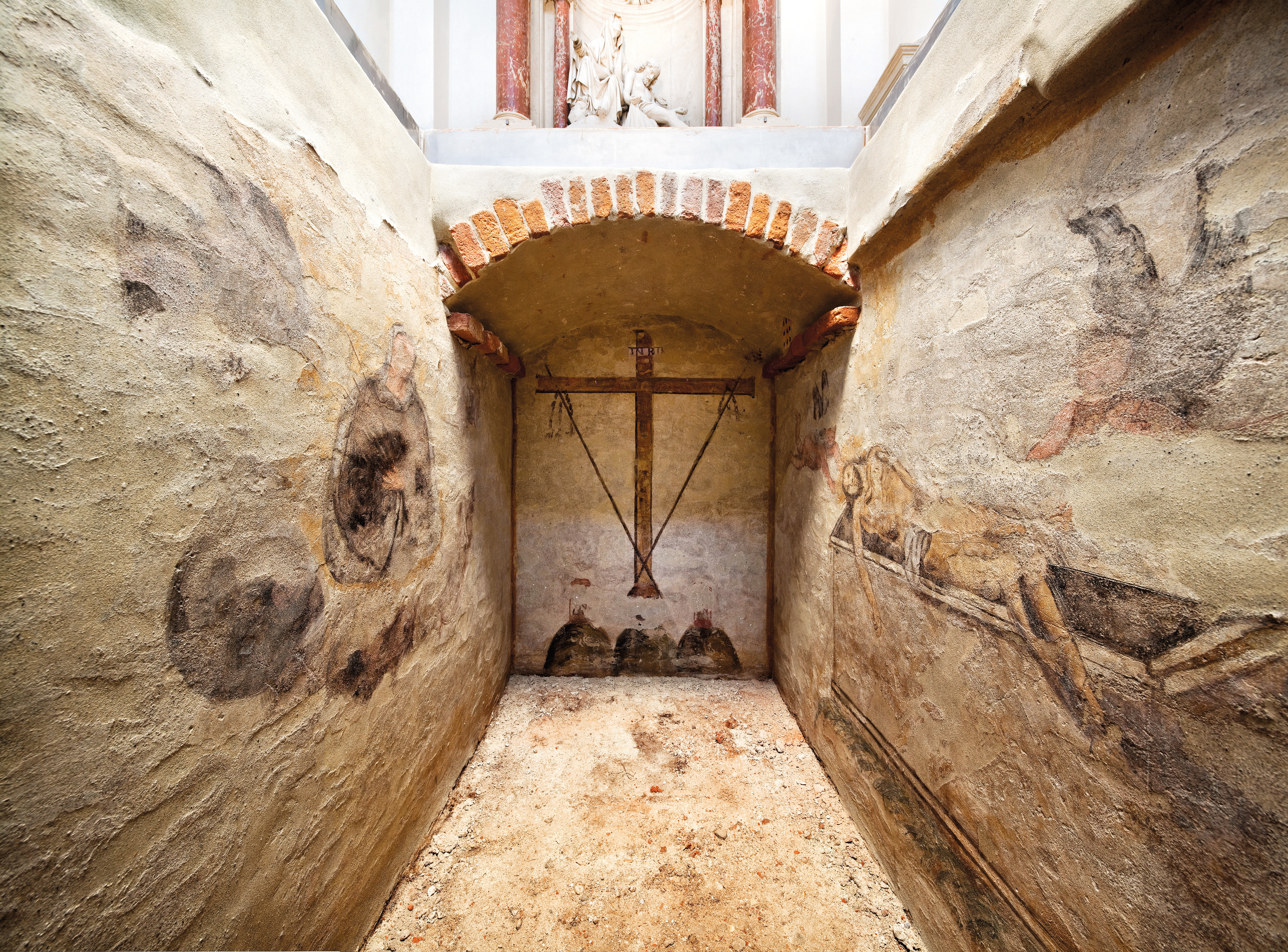
Interno del sepolcro della Compagnia dei Sette Dolori di Maria Vergine. Sulla sinistra è affrescata la Madonna trafitta dai Sette Dolori, sulla destra il Cristo deposto tra due angeli e frontalmente si staglia il Crocifisso.

Il numero di sepolture presenti nel pavimento della chiesa è variato nei secoli. La pratica funeraria ebbe inizio alla fine del XV secolo e godette di fortuna fino all'erezione della chiesa nuova tra 1728-1732. In questi quattro anni si procedette a un riordinamento complessivo delle tombe, producendo il medesimo assetto simmetrico riscontrato e scoperto durante i lavori di rifacimento tenutisi nel primo decennio del XXI secolo. Tali lavori hanno portato alla luce ben diciannove sepolcri, due dei quali sono tutt'oggi visibili in quanto sigillati da una teca allineata alla pavimentazione attuale. Le due tombe, come altre tre, lasciate però coperte, sono forse affrescate dalla sapiente mano di Nadal Melchiori. Entrambi i sepolcri resi visibili sono databili al 1730, uno è della Compagnia del Santo Rosario, l'altro della Compagnia dei Sette Dolori di Maria.